# Mohamed Fouzair
Ne doit pas être confondu avec Mohamed Fouzai.
Mohamed Fouzair, né le 24 décembre 1991 à Casablanca, est un footballeur marocain évoluant au poste de milieu offensif avec le club saoudien d'Al-Raed.

## Biographie

### En club
Il joue une centaine de matchs en première division marocaine avec le club du FUS de Rabat.
Il participe avec cette équipe à la Ligue des champions d'Afrique et à la Coupe de la confédération.
Il remporte avec le FUS un titre de champion et une Coupe du Trône.

### En sélection
Le 22 novembre 2021, il figure parmi les 23 sélectionnés de Houcine Ammouta pour prendre part à la Coupe arabe de la FIFA 2021. Le 7 décembre 2021, à l'occasion du troisième match des phases de groupe, il reçoit sa première titularisation face à l'Arabie saoudite (victoire, 1-0).

## Palmarès
- Champion du Maroc en 2016 avec le FUS de Rabat
- Vice-champion du Maroc en 2012 avec le FUS de Rabat
- Vainqueur de la Coupe du Trône en 2014 avec le FUS de Rabat
- Finaliste de la Coupe du Trône en 2015 avec le FUS de Rabat